# Martin Moudrý (varhaník)
Martin Moudrý (* 1986, Praha) je český varhaník.

## Životopis
Absolvoval magisterské a bakalářské studium na HAMU ve varhanní třídě Josefa Popelky. Byl stipendistou programu KAAD (obor varhany) na postgraduálním studiu u prof. Christopha Bosserta, dr. h. c., v německém Würzburku. Absolvoval Pražskou konzervatoř v hlavních oborech varhany (Josef Popelka), klavír (Jan Novotný) a kompozice (Bohuslav Řehoř).
Absolvoval mistrovské kurzy řady významných varhaníků (např. Christoph Bossert, Martin Sander, Thierry Mechler nebo Karel Paukert). Ve varhanní interpretaci se zaměřuje především na dílo geniálního skladatele Maxe Regera. Věnuje se také varhanní improvizaci (soukromé studium u prof. Jaroslava Vodrážky) a skladbě.
Byl regenschorim a varhaníkem pražského kostela sv. Vojtěcha, kde působil Antonín Dvořák a Josef Bohuslav Foerster. Při kostele působila Schola Mariana, kterou založil roku 2008. Učil na dvouletém varhanním kurzu pro chrámové varhaníky při Arcibiskupství pražském.
Byl regenschorim plzeňské katedrály (2017 až 2018). Působil jako varhaník na tradičních mších sv. v kostele Nanebevzetí Panny Marie a sv. Karla Velikého na pražském Karlově. 
Korepetoval na Taneční konzervatoři Praha (2013–2017) a od roku 2017 je pedagogem, korepetitorem a koncertním referentem na Konzervatoři Jana Deyla.

### Spolupráce, koncerty
Spolupracuje s významnými sólisty a tělesy, hrál např. se Severočeskou filharmonií, koncertně doprovází Smíšený sbor ČVUT, s nímž účinkoval v České televizi. Pravidelně hraje na koncertech v Čechách i v zahraničí. Nahrává pro Český rozhlas. Jako první Čech nahrává kompletní dílo Maxe Regera.

### Soutěžní úspěchy
V roce 2017 získal 1. cenu na Mezinárodní soutěži Leoše Janáčka v Brně v oboru varhany.